# Calliostoma adspersum
Calliostoma adspersum is een slakkensoort uit de familie van de Calliostomatidae. De wetenschappelijke naam van de soort is voor het eerst geldig gepubliceerd in 1851 door Philippi.